# Vazaha toamasina
Vazaha toamasina je  vrsta pauka iz porodice Cyatholipidae, jedini predstavnik u svome rodu. Otkriven je 1997. na Madagaskaru u provinciji Toamasina, po kojoj je i dobio ime.